# MSC Seaside
El MSC Seaside es un crucero de la clase Seaside operado por la naviera MSC Cruceros y uno de los buques más modernos del mundo. Es el barco más grande jamás construido en el astillero italiano de Fincantieri, y en consecuencia el buque más grande construido en Italia. Con un concepto innovador en el proyecto de diseño exterior e interior, es el primero de una serie de buques gemelos de la denominada clase Seaside. Entró en servicio en noviembre de 2017, y su puerto base operacional es el Puerto de Miami.

## Proyecto

### Características generales
En el primer semestre del año 2015 en medio de anuncios de expansión la compañía de cruceros MSC Cruceros, anunció la llegada de su clase vista “Meraviglia” y de la clase “Seaside”, dos mega proyectos que importaría la construcción de nuevos trasatlánticos de gran porte con un diseño innovador.
Para el prototipo Seaside se encargaron cuatro buques con fecha de inicio de operaciones para 2017, 2018, 2021 y 2023.
El MSC Seaside se proyecta como un crucero con capacidad total para 5.553 personas, entre ellos 4140 pasajeros y 1413 miembros de tripulación, los que se distribuirán en un total de 20 puentes 18 de ellos para acceso para pasajeros.
El MSC Seaside constituirá nuevos estándares para la ecología, con sistemas de eliminación de contaminantes y sustancias peligrosas para aguas residuales, plantas de tratamiento de basura, depuradores para reducir emisiones, pinturas anti incrustantes, líneas de casco optimizadas, hélices y timones para reducir la fricción y el consumo de combustible, así como iluminación de tipo LED, que impactará de manera crucial en el ahorro de energía.

### Diseño exterior
El concepto innovador en su propuesta de diseño implica que, pese a mantenerse las dimensiones de un buque de gran porte y gran capacidad de pasajeros, se ampliaría de forma exponencial los espacios de acceso público, estimándose en este sentido un aproximado 43 500 ;m². Asimismo, el buque contará con una de cubierta de paseo exterior que rodeará todo el barco de aproximadamente 323 m², con galerías de compras, bares y distintos servicios. Contará, asimismo, con un parque acuático de varias plantas personalizado, cuyo diseño fue encargado a White Water West de Canadá.

### Diseño interior
Cabinas. Se proyecta que el buque contará con un aproximado de 2776 camarotes, 750 de las cuales se destinarán a miembros de la tripulación. A diferencias de las cabinas de los demás buques de la compañía, los camarotes del MSC Seaside contendrán jacuzzis privados, jardines en sus balcones privados, solariums, salas de estar, y cabinas que poseen características similares a un apartamento de hotelería de lujo.
Áreas públicas. Contará con un teatro, cine 4D, casino, disco, salones de juegos, restaurantes abiertos al público en general y algunos de ellos especializados en determinadas materias culinarias. Contará asimismo con un atrio acristalado de dos pisos con vista al mar, y elevadores también acristalados con vista al exterior de la nave.

## Construcción
El primer corte de plancha de la nave se realizó en una ceremonia realizada en los astilleros de Fincantieri, Monfalcone, Italia, el 22 de junio de 2015. En marzo de 2016 se estableció la primera sección de la quilla del buque en el dique seco del astillero, habiéndose iniciado de esta manera la construcción del nuevo gigante del mar y tomando forma las dimensiones de la nave.
Para abril de 2016 se espera la realización de la tradicional ceremonia de la moneda, una costumbre ancestral que deviene de la época de los vikingos, donde se aloja una moneda de oro bajo la quilla del buque a fin de darle suerte en su vida marina.